# Tegefjäll
Tegefjäll är en stugby mellan Duved och Åre, tillhörande Åres skidområde, med en tätbebyggelse som sträcker sig längsmed nedre hälften av dess centrala skidbacke vilket skapat ski-in/ski-out. Under 2010-talet har boendet i Tegefjäll moderniserats med nya bostäder, bland annat ett stort tillskott av lägenheter. Sedan 2015 ingår bebyggelsen i Åres tätort av SCB.
Tegefjälls skidområde är hopbyggt med Duveds, och marknadsförs som anpassat för barnfamiljer. Tegefjäll som turistiskt projekt inleddes när skidanläggningarna i Duved och Åre By/Björnen hade gått ihop till en gemensam destination av ÅKAB (Åre Lift och Kabinbane AB) år 1985. Den första liften i Tegefjäll (ankarliften Tegefjällsliften) byggdes 1986, följt av en utbyggnad med tre liftar året därpå. 2013 byggdes Tegeliften (byns första sittlift) som ersättare till Tegefjällsliften, samtidigt som tillhörande nedfarter förstorades.
En gondolbana som länk över till Rödkullen i Åre By (för att göra hela skidområdet till ett komplett liftsystem) har planerats i decennier, men har på grund av berörda markägares ständiga protest inte kunnat verkställas.
Tegefjäll är uppkallat efter den by som 1854 fick namnet Tege (vilket dagens moderna Tegefjäll ofta benämns i folkmun), i området av den gamla bebyggelseenheten England (vilken i sin tur gett upphov till namnen Englandsbacken och -liften) och dagens Ängland. Vid Tegeforsen i Indalsälven drevs Tegefors ångsåg (en av leverantörerna till bygget av Duveds kyrka, bland annat) och kvarn, och Tege hade en järnvägsstation efter Mittbanans invigning 1882.

## Galleri

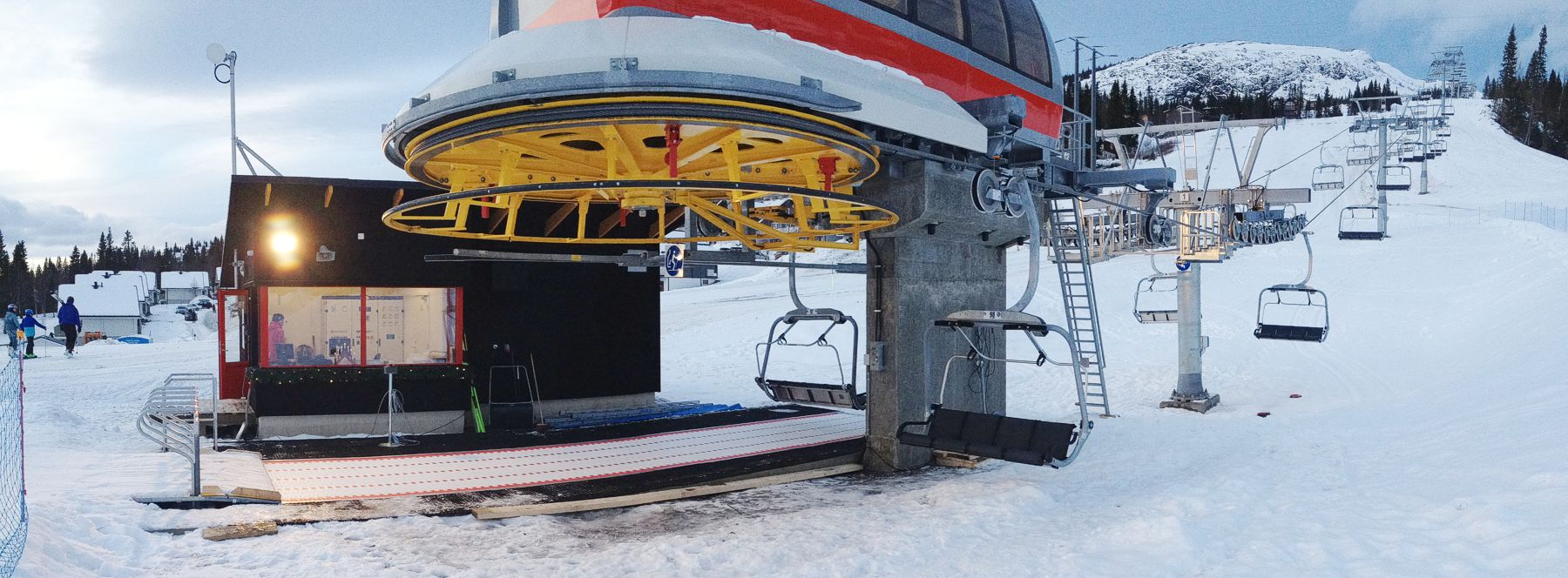
Tegeliftens dalstation (december 2013).
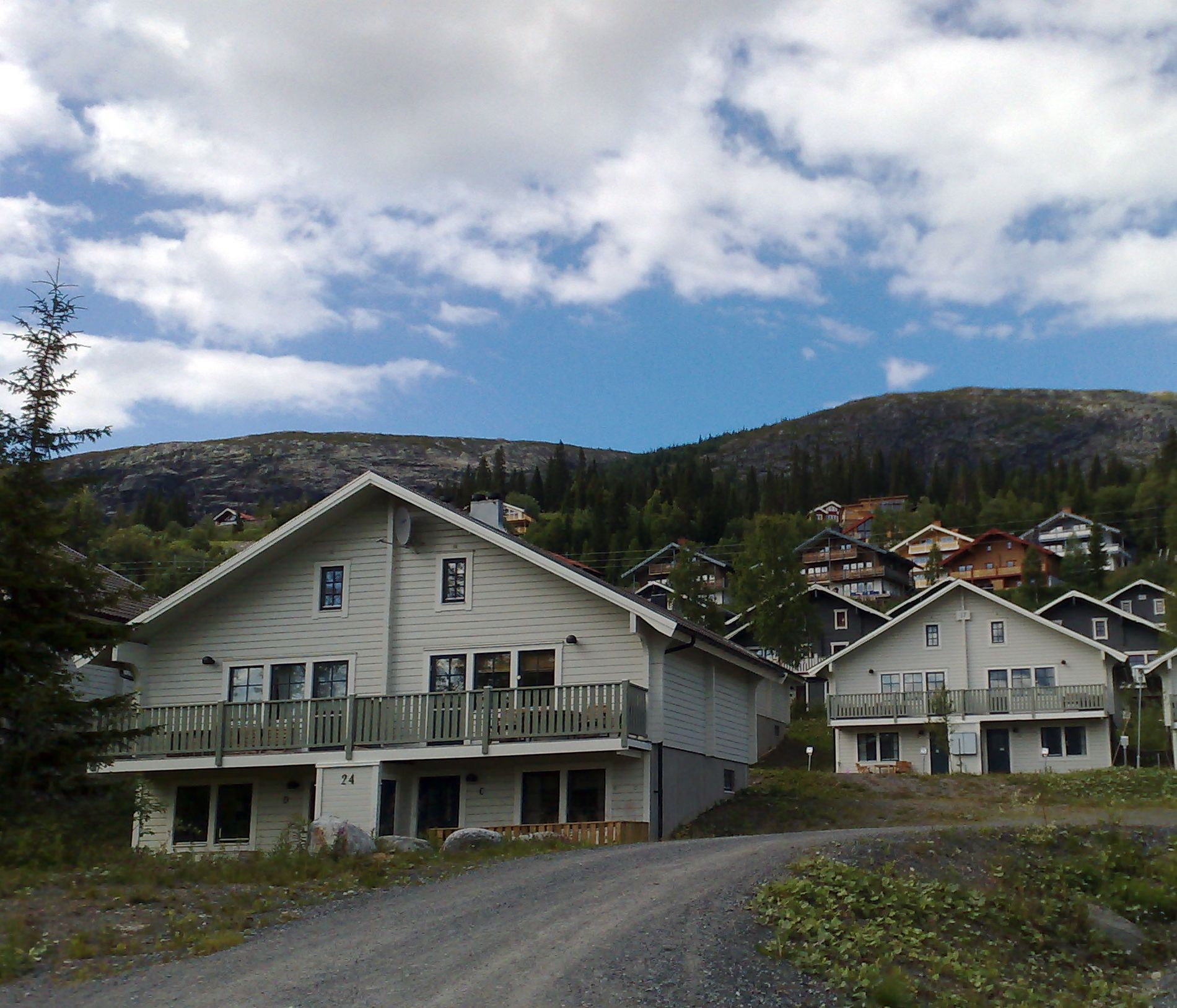
Under barmarksperiod står de flesta semestervillorna tomma (juli 2007).
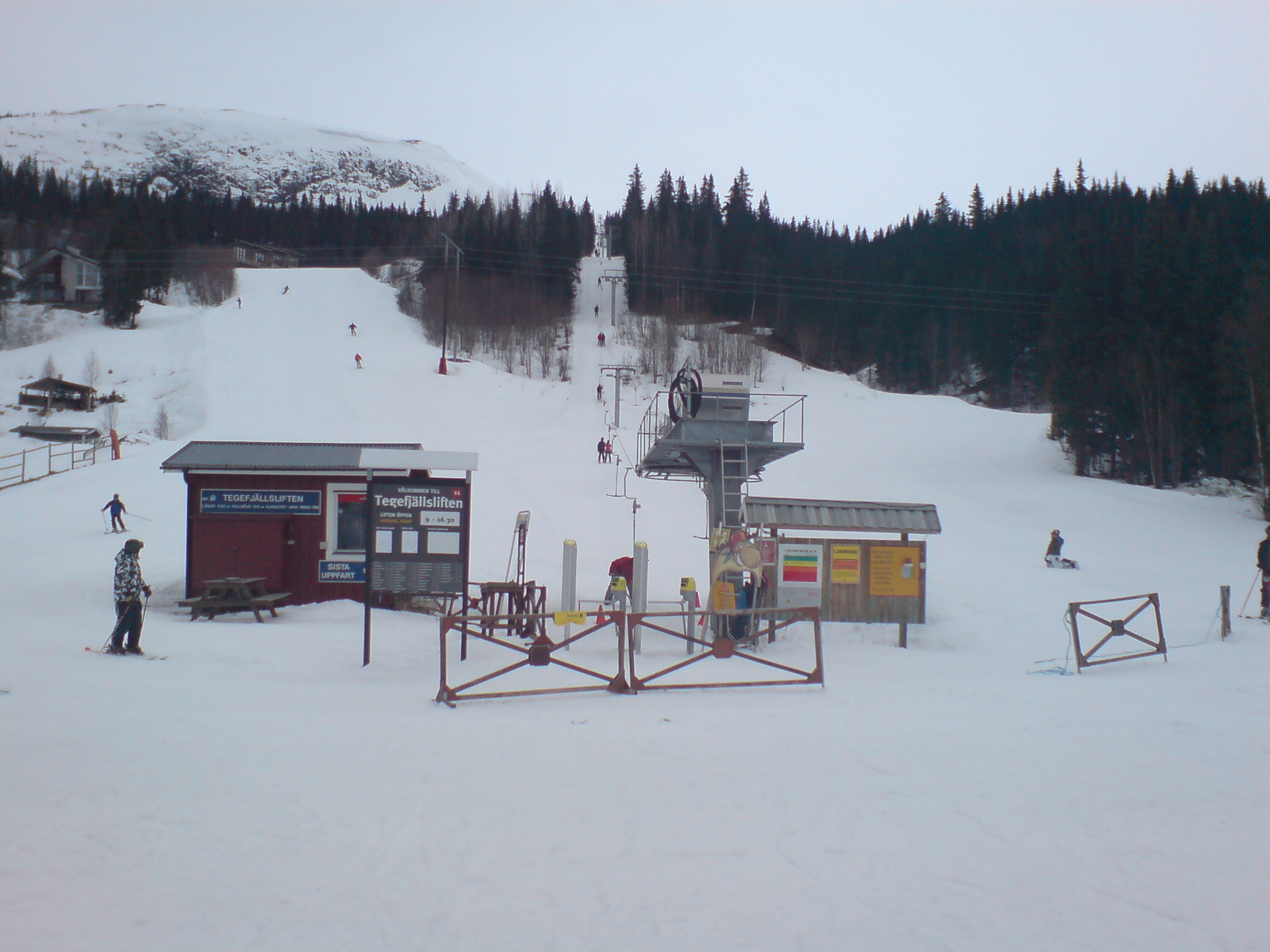
Den forna Tegefjällsliften (april 2007).